# Śląska Telewizja Kablowa
Śląska Telewizja Kablowa – jedna z największych sieci telewizji kablowej w Polsce.
Początek działalności Śląskiej Telewizji Kablowej: 1991 rok – powstała jako joint venture kilku gmin śląskich, spółdzielni mieszkaniowych i belgijskiego inwestora: firmy Brutele.
1993 rok – objęcie kontrolę nad spółką przejmował stopniowo holenderski inwestor – firma Vision Network Polen Holding B.V.
2003 rok – firma Vision Network Polen zbył ŚTK na rzecz grupy funduszy inwestycyjnych zarządzanych przez Innova Capital.
2005 rok – 100% udziałów w spółce ŚTK nabyła VECTRA Technologie S.A., spółka zależna od VECTRA S.A. Z tą datą rozpoczęła się integracja organizacyjna i operatorska ŚTK z Grupą VECTRA. Dzięki tej współpracy ŚTK istotnie poprawiła swoją ofertę programową poprzez wprowadzenie kilku atrakcyjnych programów (np. Discovery Channel, Eurosport), wprowadziła usługę telefonii stacjonarnej, zintensyfikowała proces udrażniania sieci telewizji kablowej i rozwój usługi dostarczania Internetu (wzrost ilości abonentów Internetu o 700%).